# STS-61
STS-61 foi a primeira missão de serviço ao telescópio espacial Hubble e o quinto voo do ônibus espacial Endeavour, realizada em dezembro de 1993.
A missão foi lançada em 2 de dezembro de 1993 do Kennedy Space Center, na Flórida. A missão restaurou a visão do observatório espacial (prejudicada pela aberração esférica em seu espelho) com a instalação de uma nova câmera principal e um pacote ótico corretivo . Esta correção ocorreu mais de três anos e meio depois que o Hubble foi lançado a bordo do STS-31 em abril de 1990. O vôo também trouxe atualizações de instrumentos e novas matrizes solares para o telescópio.
Com sua carga de trabalho muito pesada, a missão STS-61 foi uma das mais complexas da história do ônibus espacial. Durou quase 11 dias, e os membros da tripulação fizeram cinco caminhadas espaciais (atividades extraveiculares, ou EVAs), um recorde histórico; até mesmo o reposicionamento do Intelsat VI na STS-49 em maio de 1992 exigiu apenas quatro. O plano de vôo permitia dois EVAs adicionais, o que poderia ter aumentado o número total para sete; os dois últimos EVAs de contingência não foram feitos. Para completar a missão sem muito cansaço, os cinco EVAs foram divididos entre dois pares de astronautas diferentes alternando seus turnos. 

## Tripulação
| Posição                  | Astronauta       |
| ------------------------ | ---------------- |
| Comandante               | Richard Covey    |
| Piloto                   | Kenneth Bowersox |
| Especialista de missão 1 | Story Musgrave   |
| Especialista de missão 2 | Kathryn Thornton |
| Especialista de missão 3 | Claude Nicollier |
| Especialista de missão 4 | Jeffrey Hoffman  |
| Especialista de missão 5 | Thomas Akers     |

### Caminhadas no espaço
- Musgrave e Hoffman  - EVA 1
- Início do EVA 1: 5 de Dezembro de 1993, às 03:44 UTC
- Término do EVA 1: 5 de Dezembro, às  11:38 UTC
- Duração: 7 horas e 54 minutos
- Thornton e Akers  - EVA 2
- Início do EVA 2: 6 de Dezembro de 1993, às 03:29 UTC
- Término do EVA 2: 6 de Dezembro, às 10:05 UTC
- Duração: 6 horas e 36 minutos
- Musgrave e Hoffman  - EVA 3
- Início do EVA 3: 7 de Dezembro de 1993, às 03:35 UTC
- Término do EVA 3: 7 de Dezembro, às 10:22 UTC
- Duração: 6 horas e 47 minutos
- Thornton e Akers  - EVA 4
- Início do EVA 4: 8 de Dezembro de 1993, às 03:13 UTC
- Término do EVA 4: 8 de Dezembro, às 10:03 UTC
- Duração: 6 horas e 50 minutos
- Musgrave e Hoffman  - EVA 5
- Início do EVA 5: 9 de Dezembro de 1993, às 03:30 UTC
- Término do EVA 5: 9 de Dezembro, às 10:51 UTC
- Duração: 7 horas, 21 minutos

## Principais fatos

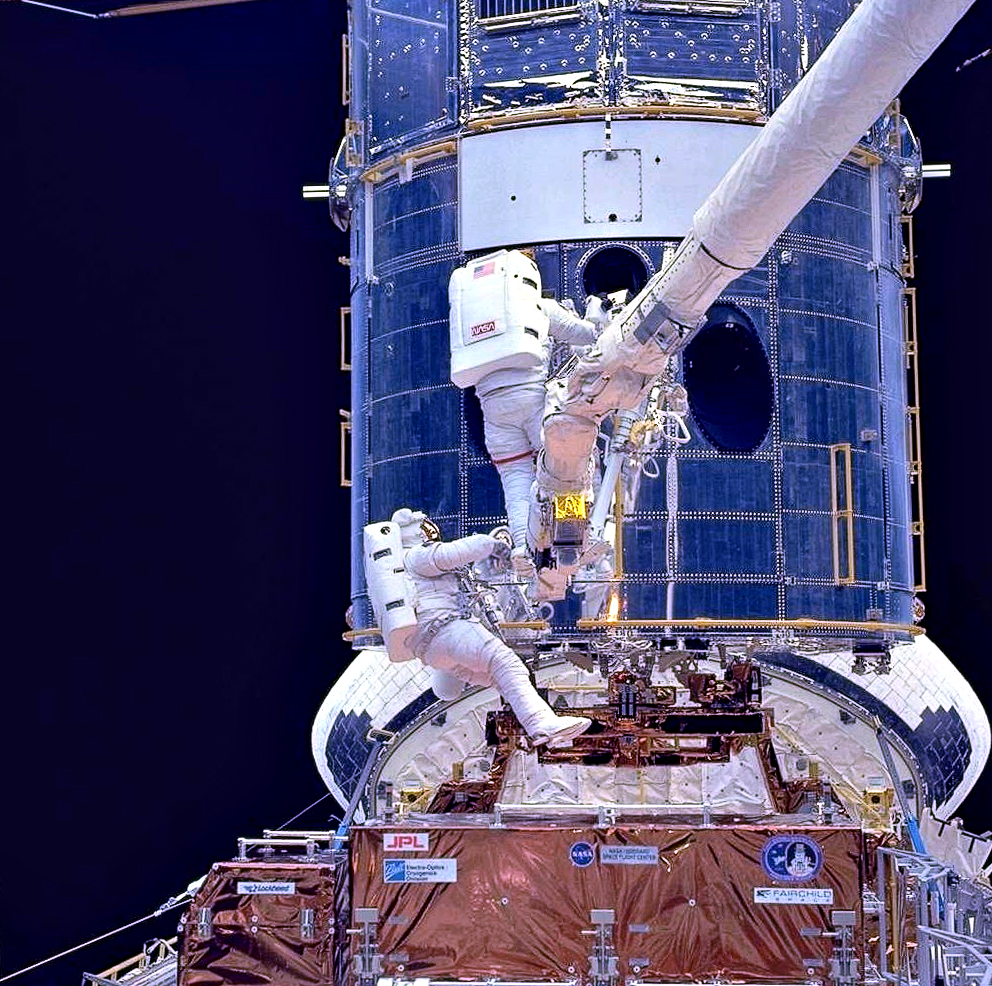
O grupo da STS-61 trabalhando no Telescópio espacial Hubble, enquanto este estava preso no compartimento de carga da Endeavour

Junto com sua carga de alto peso, a missão STS-61 foi uma das mais sofisticadas da história do programa de ônibus espaciais. Ela durou aproximadamente 11 dias, e os membros do grupo realizaram cinco atividades extraveiculares, marcando um recorde com o tempo total. Mesmo a recuperação do Intelsat IV pela missão STS-49 em Maio de 1992 necessitou de apenas quatro atividades extra-veiculares. Para aumentar a segurança, o plano de voo permitiu duas saídas, as quais poderiam tem aumentado o número de EVA's para sete porém os dois EVA's finais de contingência não se mostraram necessários.
Para que esta tarefa pudesse ser realizada sem ocasionar fadiga excessiva, as cinco seções de trabalho extra-veiculares foram compartilhadas entre dois turnos alternados de dois astronautas.
A missão havia sido originalmente programada para ser lançada da Plataforma 39A, e o ônibus espacial havia sido transportado e posicionado sobre esta base de lançamento porém, devido à contaminação, uma transferência para a Plataforma 39B foi realizada.

## Dia a dia
Após o lançamento os astronautas realizaram uma série de checagens no veículo e foram dormir sete horas e trinta minutos após o início da missão. No segundo dia de voo o Endeavour realizou uma série de manobras que permitiu que o ônibus espacial se aproximasse ao telescópio espacial Hubble a uma taxa de (111 km) a cada 95 minutos em órbita. O grupo executou uma inspeção detalhadas da carga e verificou ambos o braço robótico e os trajes espaciais. A pressão na cabina também caiu em 45% na preparação para as caminhadas no espaço no terceiro dia de voo. Todos os sistemas do Endeavour operaram normalmente enquanto o grupo dormia por um dia todo em preparação para o acoplamento noturno. Ao final do segundo dia de voo, a Endeavour estava a 352 km de distância do telescópio espacial Hubble (HST) e continuava sua aproximação.

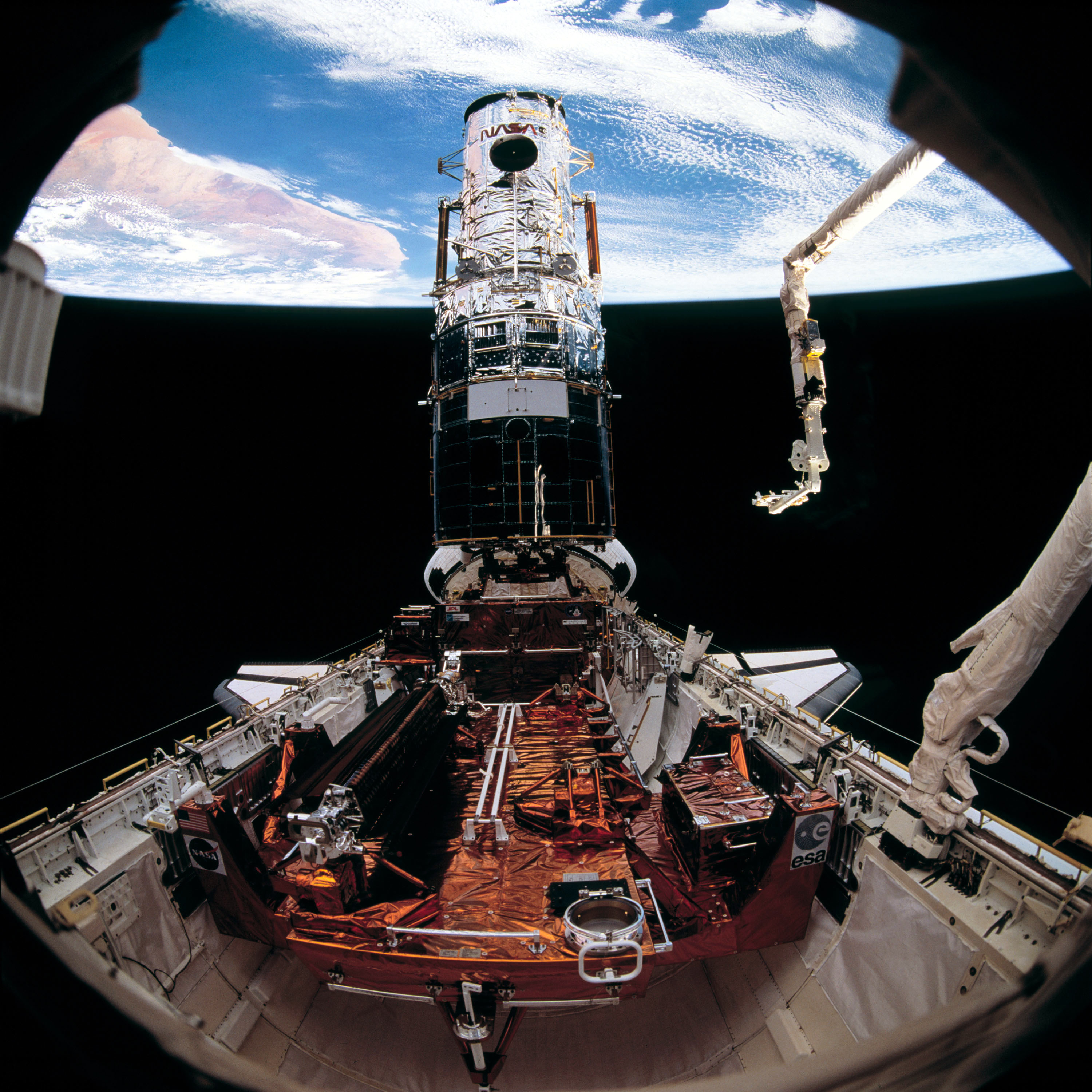
Hubble com novos painéis solares instalados. A matriz original restante está no SAC em primeiro plano.

No terceiro dia de voo, o HST foi avistado pelo astronauta Jeffrey Hoffman utilizando uma par de binóculos e ele notou que os painéis solares do seu lado direito estava curvados em um ângulo de 90 graus. Estes painéis solares de 12 m, construídos pela Agência Espacial Européia (ESA), estavam planejados para serem substituídos durante a segunda caminhada no espaço porque eles se movem 16 vezes por dia cada vez que o telescópio se aquece e esfria conforme passa do lado escuro da Terra para seu lado iluminado.
A velocidade de aproximação permaneceu a mesma até o próximo disparo do sistema de controle de reação, às 8:34 p.m. CST (MET 1/17:07). A queima do NH mudou a velocidade o ônibus espacial para 1.4 m/s, ajustando o ponto superior a órbita do Endeavour e ajustando precisamente seu curso através de um caminho com 64 km) atrás do HST. O próximo disparo, um disparo do sistema de manobra orbital designado NC3, estava planejado para as 9:22 p.m. (MET 1/17:55) e mudou a velocidade da Endeavour para 12.4 pés/s (3.8 m/s). A taxa de aproximação da Endeavour foi ajustada para cerca de 30 km por órbita e o colocou a 15 km de distância do HST após duas órbitas. Uma terceira queima de apenas 1.8 ft/s (549 mm/s), denominada NPC e designada para um ajuste preciso das pistas de aterrissagem das duas naves, foi realizada às 9:58 p.m. CST (MET 1/18:31). A iniciação terminal RCS da queima "TI", a qual colocou o Endeavour em uma rota de interceptação com o HST e colocou o comandante Richard Covey no controle manual dos estágios finais do encontro entre as naves, ocorreu às 12:35 a.m. (MET 1/21:08). Covey manobrou a Endeavour a 10 metros de distância do HST antes que os especialista da missão Claude Nicollier utilizasse o braço robótico do Endeavour para segurar o telescópio, às 3:48 a.m. EST. Quando o orbitador estava a centenas de quilômetros ao leste da Austrália sobre o Pacífico Sul Nicollier ancorou o telescópio no compartimento de carga do ônibus espacial, às 4:26 a.m. EST.
Anteriormente no mesmo dia, os controladores no Centro de Controle de Operações do Telescópio Espacial no Centro de Voos Espaciais Goddard enviaram comandos para guardar as duas antenas de alto ganho do  HST's. Os controladores receberam indicações de que ambas as antenas haviam sido armazenadas corretamente no corpo do telescópio, porém micro chaves em dois trincos de uma antena e em um trinco em outra antena não enviaram o sinal de "pronto para armazenar" ao controle em terra. O controladores decidiram não tentar fechar as travas, pois a antena estava em uma configuração estável. Não se esperava que a situação afeta-se os planos para o encontro, acoplamento e conserto do telescópio.
O HST foi capturado pelo astronauta suíço Claude Nicollier logo antes da 5 a.m. EST de 4 de Dezembro de 1993 e tudo estava seguindo o planejamento para a primeira caminhada o espaço agendada para as 11:52 p.m. EST de 4 de Dezembro de 1993. Após a captura foram realizadas inspeções visuais adicionais utilizando a câmera montada no braço robótico de manipulação de 50 pés (15 m) do ônibus espacial.

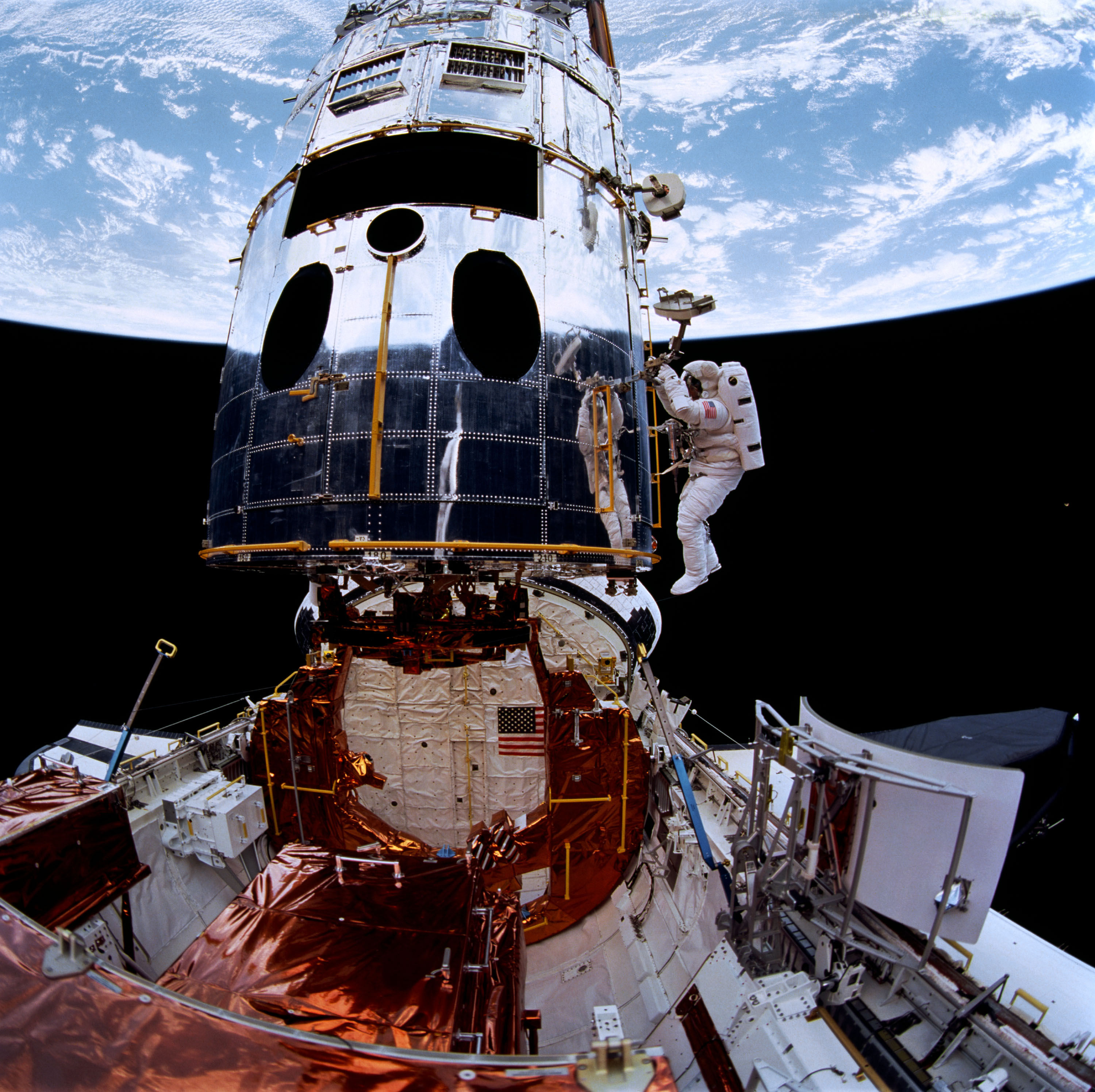
Musgrave e Hoffman trabalhando no espaço junto ao compartimento de carga útil.

Story Musgrave e Jeffrey Hoffman iniciaram a primeira atividade extraveicular cerca de uma hora antes do planejado entrando no compartimento da carga às 10:46 p.m. EST. Eles começaram a desempacotar as ferramentas, os cabos de segurança e as plataformas de trabalho. Hoffman então instalou uma plataforma com restrições para os pés no extremo do braço robótico de manipulação do ônibus espacial na qual colocou seus pés. Nicollier controlou o braço afastando-o do orbitador e moveu Hoffman ao redor do telescópio. Enquanto isto, Musgrave instalava capas de proteção na antena de baixo ganho posterior do Hubble e em conectores elétricos expostos. Os astronautas então abriram as portas do compartimento de equipamentos do HST e instalaram outra plataforma com restrições para os pés dentro do telescópio. Musgrave auxiliou Hoffman para que este se posicionasse na plataforma e Hoffman começou a substituir dois conjuntos de Unidades de Sensoreamento Remotas. Estas unidades contém giroscópios que auxiliam o Hubble a se manter apontado na direção correta. Às 12:24 EST Hoffman terminou a substituição do RSU-2 (contendo os Gryo's 2-3 e 2-4) e então começou a trabalhar no RSU-3 (contendo os Gryo's 3-5 e 3-6). Os astronautas então passaram cerca de 50 minutos preparando seus equipamentos para que estes fossem utilizados durante a segunda caminhada no espaço e então substituíram duas unidades de controle elétricas (ECU3 e ECU1) que controlavam os RSU's 3 e 1. Os astronautas também trocaram oito fusíveis que protegiam os circuitos elétricos do telescópio, deixando o Hubble com um conjunto total de seis giroscópios em bom funcionamento.
Os astronautas tiveram que forçar as travas na porta do giroscópio quando dois dos quatro parafusos na porta não se soltaram após a instalação de dois novos pacotes de giroscópios. Os engenheiros que avaliaram a situação especularam que quando as portas estavam destravadas e abertas, uma mudança de temperatura pode ter feito com que elas expandissem ou contraíssem o suficiente para impedir os parafusos de se soltarem.
Com os esforços dos astronautas no compartimento de carga da Endeavour e com o auxílio dos engenheiros no controle em terra, os quatro parafusos foram por fim encaixados e presos após os dois astronautas terem trabalhado simultaneamente no topo e na parte inferior das portas. Musgrave se ancorou no fundo das duas portas com um dispositivo de retenção que permitiu que ele utilizasse parte de sua força corporal contra as porta. Hoffman, que estava preso ao braço robótico, trabalho no topo das portas. A dupla conseguiu prender com sucesso as portas quanto eles encaixaram e travaram as partes superior e inferior das portas simultaneamente.
Os astronautas também prepararam o compartimento de carga para os especialistas da missão Thomas Akers e Kathryn Thornton, os quais substituíram dois painéis solares do telescópio durante a segunda caminha no espaço, que começou às 10:35 p.m. EST. Os painéis solares proveem a energia elétrica do telescópio. Em antecipação à caminhada no espaço, Musgrave e Hoffman prepararam o transportador de painéis solares localizado na posição anterior do compartimento de carga, e posicionaram restrições para os pés no telescópio para auxiliar na substituição dos painéis solares.
A caminhada no espaço de Musgrave e Hoffman se tornou a segunda maior caminhada no espaço da história da NASA tendo uma duração de 7 horas e 50 minutos. A caminhada no espaço mais longa ocorreu na STS-49 em Maio de 1992 durante o voo de inauguração do Endeavour. Os membros que realizaram a caminhada no espaço deste voo foram Thomas Akers, Richard Hieb e Pierre Thuot. 
Apesar dos problemas no painel solar, após uma revisão pelos gerentes do programa HST, os controladores de voo decidiram continuar com o plano criado antes do voo e tentaram rolar e retrair os painéis solares no final da primeira EVA. O armazenamento dos painéis solares é um processo de dois passos com o primeiro envolvendo uma rolagem dos painéis e um segundo passo envolvendo a dobra dos mesmo no telescópio. Cada painel está fixo sob um mastro de quatro pés que suporta uma asa de painéis com 12 m de comprimento e 2,5 m de largura. Eles alimentam o telescópio com uma potência de 4,5 kW.

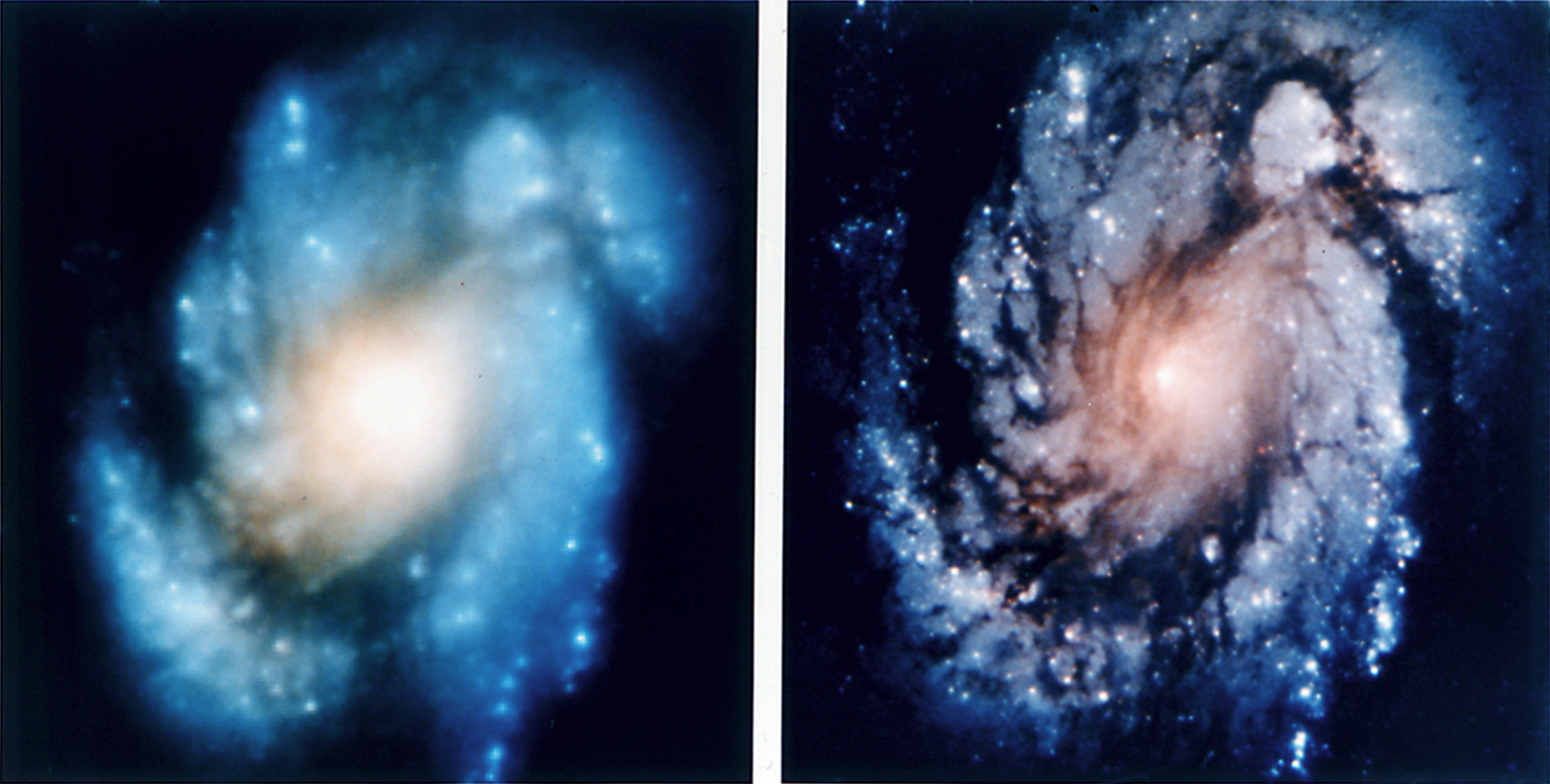
Imagens do telescópio Hubble antes e depois da missão STS-61

O quinto dia de voo começou em uma noite de Domingo, em 5 de Dezembro de 1993, às 10:35 EST. Os astronautas Thomas Akers e Kathryn Thornton substituíram os painéis solares do HST durante a segunda caminhada no espaço planejada. No início da EVA, a pressão no traje espacial de Thornton era da 0.2 lbf/in&sup2 (1.4 kPa) ao invés da pressão normal de 4 a 6 lbf/in² (28 to 41 kPa). Isto ocorreu devido a uma passível conexão congelada nas tubulações do traje que se aqueceu rapidamente. Thornton então trocou seu traje. Ocorreram também outros problemas com o traje de atividades extra-veiculares de Thornton. Seu receptor de comunicações apresentou problemas de funcionamento de uma forma que permitiu que ele se comunicasse com Akers mas não conseguisse se comunicar com o controle da missão. O grupo resolveu utilizar uma técnica de retransmitir todos os comandos para Thornton através de Akers ao invés de mudar para o canal de comunicações de backup. O canal de backup é utilizado para a realização de telemetria biomédica e seu uso teria limitado a capacidade do controle de missão de monitorar esta telemetria.
Akers iniciou a caminhada no espaço instalando uma trava para os pés no braço robótico para Thornton e começou a desconectar 3 conectores elétricos e uma montagem grampeada no painel solar. Ele teve um pequeno problema com a montagem grampeada porém teve os conectores separados às 11:17 p.m. EST. Thornton manteve os painéis no local de modo que eles não flutuassem livremente após serem soltos. Os painéis solares pesam 160 kg (352 lb) e possuem um comprimento de 5 m quando estão dobrados. Os astronautas desmontaram o painel danificado às 11:40 p.m. EST sobre o Deserto do Saara (durante uma passagem noturna para minimizar as atividades elétricas) e Thornton segurou o painel até a próxima passagem da luz solar (aproximadamente 12 minutos depois) antes de arremessá-lo para fora às 11:52 p.m. EST sobre a Somália. As luzes durante o período diurno permitiram que os astronautas e os controladores de voo controlassem precisamente sua posição e velocidade relativa. O lançamento de Thornton resultou em uma velocidade de 1 pé/s (305 mm/s) aos painéis e então o orbitador realizou uma pequena queima com o  que resultou em uma velocidade adicional de 4 pé/s (1.2 m/s). O painel solar, afastando-se do Endeavour a uma velocidade de 5 ft/s (1.5 m/s), se separou entre 11 e 12 milhas (18 e 19 km) a cada órbita. O grupo instalou um novo painel solar (terminando a instalação às 1:40 EST) e rotacionou o telescópio em 180 graus. Então eles substituíram o outro painel solara que estava armazenado para retornar à ESA. Após a caminhada no espaço com duração de 6 horas e 30 minutos, testes funcionais bem sucedidos foram realizados pelo Centro de Controle de Operações do Telescópio Espacial (STOCC) em quatro dos seis giroscópios do HST. Os giroscópios 1 e 2 não puderam ser testados devido à orientação do telescópio e foram testados durante o período de sono do grupo, em (6 de Dezembro de 1993).
O sexto dia de voo começou na noite da segunda-feira, em 6 de Dezembro de 1993, às 10:34 p.m. EST enquanto o Endeavour estava sobre a Austrália. Hoffman instalou barras de guiagem na Câmera Planetária de Alcance Amplo (WFPC) e preparou o WFPC para a remoção enquanto Musgrave ajustava uma plataforma de trabalho e trabalhava na abertura de uma porta de acesso para permitir a observação das luzes de estado do WFPC. Hoffman fixou o apoio de suporte ao WFPC e, com a assistência de Nicollier no braço robótico e Musgrave flutuando livremente, removeu o WFPC durante a noite começando às 11:41 p.m. EST. O WFPC estava livre do telescópio às 11:48 p.m. EST e foi movimentado de volta para seu contêiner de armazenamento. Uma capa de proteção foi então removida do novo WFPC (a qual protegia seu espelho externo frágil) e o novo WFPC de 620 lb (280 kg) foi então instalado às 1:05 a.m. EST. Os controladores em terra então realizaram um Teste de Sobrevivência e 35 minutos depois informaram que a nova câmera realizou sua série de testes iniciais com sucesso. A nova Câmera Planetária de Alcance Amplo possui especificações mais amplas que o modelo anterior, especialmente na faixa ultravioleta, e inclui seu próprio sistemas de correção de aberração esférica.
Após a instalação do WFPC, Hoffman trocou dos magnetômetros a bordo do HST. Os magnetômetros, os quais são localizados no topo do telescópio, são a "bússola" do satélite. Eles permitem que o HST encontre sua orientação com relação ao campo magnético da Terra. Ambas as unidades originais sofriam de problemas com ruídos externos. Durante a instalação, 2 peças fixavam os magnetômetros. A EVA teve uma duração de 6 horas e 47 minutos.

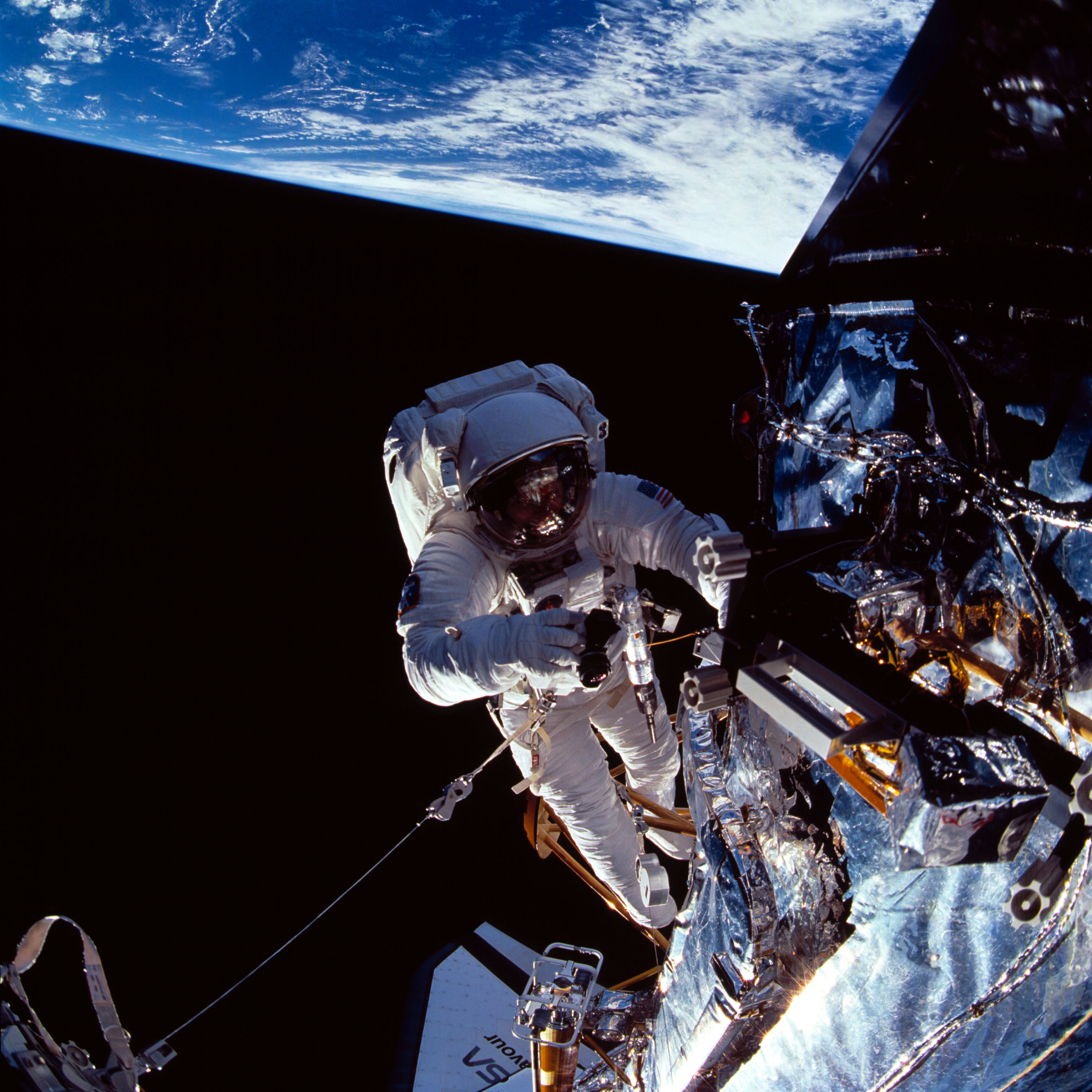
Musgrave perto do topo do telescópio.

O sétimo dia de voo começou na noite de terça-feira, em 7 de Dezembro de 1993, enquanto o Endeavour estava sobrevoando o Egito às 10:13 p.m. EST com Thornton e Akers. O objetivo primário desta caminhada no espaço era substituir o Fotômetro de Alta Velocidade (HSP) do HST com um dispositivo chamado de COSTAR. Este acrônimo significa sistema Corrective Optics Space Telescope Axial Replacement e esta unidade corrige a aberração esférica do HST no espelho principal para todos os instrumentos exceto a câmera WFPC-II, a qual possui seu próprio dispositivo para correções ópticas. Akers recebeu uma autorização para a abertura das portas V2 posteriores do HST às 10:45 p.m. EST. Havia sido planejado que as portas fossem abertas durante a passagem da noite para minimizar as mudanças térmicas e a possibilidade de impregnação dos componentes que poderiam afetar a óptica do telescópio. O Fotômetro de Alta-Velocidade (HSP) foi desligado às 10:54 p.m. EST e a abertura da porta começou às 10:57 EST. Logo após a abertura parcial da porta, os astronautas praticaram o fechamento da mesma. A porta exibiu a mesma relutância ao fechamento que havia sido exibida durante atividade extraveiculares anteriores. As portas foram abertas totalmente às 11:00 p.m. EST e 4 conectores de alimentação e 1 terminal de terra foi desconectado do HSP. O HSP foi removido às 11:27 p.m. EST e então re-inserido para ser utilizado para a instalação COSTAR. O HSP foi então colocado no lado do compartimento de carga enquanto o COSTAR era removido da embalagem e instalado com sucesso no HST por volta das 12:35 a.m. EST. Os astronautas fecharam as portas do compartimento de equipamentos do HST e embalaram o HSP. Às 2:25 a.m. EST o eles começaram a atualizar o computador de bordo do HST encaixando um pacote eletrônico contendo memória de computador adicional e um coprocessador. O sistema do computador foi então reativado e aprovado nos testes de funcionalidade às 4:41 a.m. EST. O EVA foi realizado com sucesso total e teve uma duração de 6 horas e 50 minutos. Foi necessário um período de tempo de 6 a 9 semanas para confirmar que o HST estava totalmente reparado.
O piloto Kenneth Bowersox, utilizando o sistema RCS do Endeavour, realizou duas manobras orbitais e impulsionou o HST de uma órbita de 321 por 317 milhas náuticas (594 por 587 km) para uma órbita circular de 321,7 por 320,9 milhas náuticas (596 por 594 km) às 9:14 p.m. EST. Os testes funcionais do COSTAR também foram completados. Havia alguma preocupação sobre o estado do computador HST DF-224 a bordo e sua memória e coprocessador recentemente instalados quando ocorreu um falha na limpeza da memória. Após a análise de uma equipe no GSFC, foi determinado que a falha na limpeza foi causada devido a ruídos no canal de comunicação entre a  nave espacial e a Terra.
A atividade extra-veicular do oitavo dia de voo começou na noite de quarta-feira, no dia 8 de Dezembro de 1993, às 10:14 p.m., no momento em que Musgrave e Hoffman estavam dentro da cabine de despressurização sobrevoando o Oceano Índico. O traje espacial de Musgrave falhou em seu teste inicial de vazamentos e Story realizou os passos na lista de checagem de contingência de 5 lbf/in² (34 kPa). Ele rotacionou as juntas do antebraço do traje espacial e o mesmo passou por 2 testes de checagem de vazamento consecutivos. A caminhada no espaço EVA começou às 10:30 EST e teve uma duração de 7 horas e 21 minutos.
O primeiro trabalho de Musgrave e Hoffman era substituir os circuitos eletrônicos de controle dos painéis solares e iniciar a operação SADE enquanto os controladores em terra iniciavam o primeiro passo na instalação dos painéis comandando o Mecanismo Primário de Controle (PDM). O Endeavour foi posicionado para flutuar livremente para impedir que nenhum dos disparos do RCS pudesse danificar os painéis solares e os motores do PDM foram ativados às 10:48 p.m.. As travas foram abertas porém os painéis solares não puderam girar para a posição de funcionamento. Nenhum movimento foi detectado e o STOCC enviou comandos para movimentar um único painel solar utilizando dois motores sem obter sucesso. Finalmente, os astronautas instalaram o dispositivo da entrega manualmente e a instalação ocorreu com sucesso. Após o SADE ser substituído, o grupo encaixou uma caixa de conexões elétricas no Espectrógrafo Goddard de Alta Resolução às 3:30 a.m. EST e ele passou em seus teste de funcionamento. O grupo instalou algumas capas nos magnetômetros, fabricadas a bordo do ônibus espacial por Nicollier e Bowersox. Estas capas foram instaladas para contem qualquer escombro deixado pelos magnetômetros antigos que mostrem sinais de decaimento UV. A caminhada no espaço foi concluída às 5:51 a.m. EST fazendo com que o tempo total de atividades extra-veiculares nesta missão fosse de 35 horas e 28 minutos. A Antena de Alto Ganho (HGA) do HST foi entregue às 6:49 a.m. EST e completada às 6:56 a.m. EST. O momento de liberação do HST havia sido planejado para as 2:08 a.m. EST.
O nono dia de voo começou na noite de quinta-feira, em 9 de Dezembro de 1993, porém as preocupações sobre as quatro Unidades de Interface de Dados (DIU's) do HST atrasaram sua liberação. Os DIU's são unidades eletrônicas pesando 35 lb (16 kg) que transferem os dados entre o computador principal do HST, os painéis solares e outros sistemas críticos. Uma falha no lado A do DIU # 2 levou a flutuações de correntes erráticas e a algumas perdas de dados. Os controladores no STOCC e no controle da missão realizaram um procedimento de análise para determinar a extensão do problema. O HST foi transferido para sua alimentação interna e desconectado de sua alimentação normal às 11:43 p.m. EST. Os controladores então trocaram os canais no DIU do lado A para o lado B e então trocaram eles de volta para o lado A. Eles determinaram que o HST deveria ser lançado. Os freios de vibração nos novos painéis solares foram aplicados para impedir que os mesmo vibrassem durante observações futuras. Nicollier então segurou o satélite com o braço robótico. O Hubble foi ligado novamente a seu modo de alimentação normal e o canal de ligação umbilical com o ônibus espacial foi desconectado. O satélite então flutuou livremente e se afastou do Endeavour. A porta das lentas do telescópio foi então reaberta (um procedimento com 33 minutos de duração) e então liberado às 5:26 a.m. EST. O comandante Covey e o piloto Bowersox dispararam os jatos menores de manobra do Endeavour e afastaram lentamente o ônibus espacial do HST. A próxima visita de serviços no HST estava planejada para 1997. A aterrissagem ocorreu na Runway 33 às 12:26 a.m. em 13 de Dezembro de 1993.